# The Power (Lied)
The Power bzw. I’ve Got the Power ist ein 1989 veröffentlichtes und produziertes Lied der Dance-Gruppe Snap!. Der Song wurde ein weltweiter Erfolg. 1996 wurde ein Remix des Hits von 1990 veröffentlicht und 2003 folgte ein weiterer Remix im Stil von Bhangra.

## Musik und Text
Produziert wurde der Titel von Snap!, geschrieben von den Frankfurter Produzenten Michael Münzing und Luca Anzilotti unter Verwendung ihrer Pseudonyme Benito Benites und John „Virgo“ Garrett III. Der Rap stammte von Turbo B (eigentlich Durron Maurice Butler, * 30. April 1967 in Pittsburgh/Pennsylvania) und der Gesang von Penny Ford (im Video ist jedoch Jackie Harris zu sehen).
Das Lied beginnt mit der etwas rätselhaften Zeile in Russisch: „Американская фирма Transceptor Technology приступила к производству компьютеров «Персональный спутник»“ (dt. etwa „Die amerikanische Firma ‚Transceptor Technology‘ hat die Produktion von ‚Personal-Companion‘-Computern begonnen“). Personal Companion war ein computerähnliches Gerät für Blinde und Sehbehinderte, das die amerikanische Firma Transceptor Technology aus Ann Arbor im US-Bundesstaat Michigan 1990 auf den Markt brachte. Es wurde durch die Stimme des Benutzers bedient und konnte, neben anderen Funktionen, automatisch Nachrichten von USA Today durch ein eingebautes Modem herunterladen.
Münzing und Anzilotti veröffentlichten den Titel auf dem Plattenlabel Wild Pitch Records zunächst mit dem Zusatz „Power Jam featuring Chill Rob G“, ohne sich jedoch abzusichern, dass die verwendeten Samples lizenziert wurden. Wegen nicht lizenzierter Samples aus den Titeln Let the Words Flow von Chill Rob G, Love’s Gonna Get You von Jocelyn Brown und King Of The Beats von Mantronix wurde der Titel in den USA neu aufgenommen und die Stellen von Chill Rob G wurden durch Rap von Turbo B. ersetzt. Jocelyn Browns Sample I’ve Got the Power aus dem Song Love’s Gonna Get You von 1985 verblieb nach Klärung als markantes Vocal im Song.

## Kommerzieller Erfolg

### Chartplatzierungen
Zunächst wurde The Power in Deutschland ein Hit und erreichte dort Platz 2 der Charts und Gold-Status. Wenig später, im März 1990, platzierte sich der Song auch in Großbritannien zwei Wochen lang auf Platz 1 und erlangte dort Platin-Status. Zunächst nur aufgrund der Import-Verkaufszahlen in den amerikanischen Charts platziert, machte sich der Titel kurz nach seiner offiziellen Veröffentlichung in den USA auch auf den Weg an die Spitze der Charts. Die Höchstplatzierung in den U.S. R&B-Charts war Platz 4, in den Billboard Hot 100 Platz 2 und in den Billboard Hot Rap Charts und den Hot Dance Club Play Charts kletterte der Song auf Position 1. Auch in den Vereinigten Staaten erlangte The Power Platin-Status. Die Remix-Versionen von 1996 und 2003 konnten an den Erfolg der Originalversion nicht anknüpfen.
| ChartsChartplatzierungen       | Höchstplatzierung | Wochen |
| ------------------------------ | ----------------- | ------ |
| Deutschland (GfK)              | 2 (32 Wo.)        | 32     |
| Österreich (Ö3)                | 3 (18 Wo.)        | 18     |
| Schweiz (IFPI)                 | 1 (25 Wo.)        | 25     |
| Vereinigte Staaten (Billboard) | 2 (22 Wo.)        | 22     |
| Vereinigtes Königreich (OCC)   | 1 (23 Wo.)        | 23     |

| ChartsJahrescharts (1990)      | Platzierung |
| ------------------------------ | ----------- |
| Deutschland (GfK)              | 4           |
| Österreich (Ö3)                | 13          |
| Schweiz (IFPI)                 | 9           |
| Vereinigte Staaten (Billboard) | 26          |
| Vereinigtes Königreich (OCC)   | 10          |

Weitere Versionen

| Jahr | Titel Album                                     | Höchstplatzierung, Gesamtwochen, AuszeichnungChartplatzierungen (Jahr, Titel, Album, Platzierungen, Wochen, Auszeichnungen, Anmerkungen) | Höchstplatzierung, Gesamtwochen, AuszeichnungChartplatzierungen (Jahr, Titel, Album, Platzierungen, Wochen, Auszeichnungen, Anmerkungen) | Höchstplatzierung, Gesamtwochen, AuszeichnungChartplatzierungen (Jahr, Titel, Album, Platzierungen, Wochen, Auszeichnungen, Anmerkungen) | Höchstplatzierung, Gesamtwochen, AuszeichnungChartplatzierungen (Jahr, Titel, Album, Platzierungen, Wochen, Auszeichnungen, Anmerkungen) | Höchstplatzierung, Gesamtwochen, AuszeichnungChartplatzierungen (Jahr, Titel, Album, Platzierungen, Wochen, Auszeichnungen, Anmerkungen) | Anmerkungen                                          |
| Jahr | Titel Album                                     | DE | AT | CH | UK | US | Anmerkungen                                          |
| ---- | ----------------------------------------------- | --- | --- | --- | --- | --- | ---------------------------------------------------- |
| 1996 | The Power ’96 Snap! Attack – Best of Snap!      | — | — | — | UK42 (1 Wo.)UK | — | Erstveröffentlichung: 12. August 1996 feat. Einstein |
| 2003 | The Power of Bhangra 90>>2003 The Cult of Snap! | DE21 (7 Wo.)DE | AT36 (6 Wo.)AT | CH27 (6 Wo.)CH | UK34 (2 Wo.)UK | — | Erstveröffentlichung: 8. Juni 2003 vs. Motivo        |

### Auszeichnungen für Musikverkäufe
| Land/Region                  | Auszeichnungen für Musikverkäufe (Land/Region, Auszeichnung, Verkäufe) | Verkäufe  |
| ---------------------------- | ---------------------------------------------------------------------- | --------- |
| Australien (ARIA)            | Gold                                                                   | 35.000    |
| Deutschland (BVMI)           | Gold                                                                   | 250.000   |
| Neuseeland (RMNZ)            | Gold                                                                   | 5.000     |
| Niederlande (NVPI)           | Gold                                                                   | 75.000    |
| Schweden (IFPI)              | Gold                                                                   | 25.000    |
| Schweiz (IFPI)               | Gold                                                                   | 25.000    |
| Spanien (Promusicae)         | Platin                                                                 | 50.000    |
| Vereinigte Staaten (RIAA)    | Platin                                                                 | 1.000.000 |
| Vereinigtes Königreich (BPI) | Silber                                                                 | 200.000   |
| Insgesamt                    | 1× Silber · 6× Gold · 2× Platin ·                                      | 1.665.000 |

## Medienpräsenz
The Power war oft in Film, Fernsehen und anderen Medien zu hören; nachfolgend eine kleine Auswahl:
- Coyote Ugly Soundtrack
- Power Rangers – Der Film Soundtrack
- 2002 wurde der Song von der deutschen Crossover-Band H-Blockx gecovert.[24]
- Bruce Allmächtig Soundtrack
- Energizer Batterien Werbespot
- Toyota Werbespot (90er Jahre)
- Eine Szene in der Serie Der Prinz von Bel-Air (Staffel 1, Folge 2 (Schlagzeug-Stunden [Bang The Drum, Ashley]))
- Eine Szene im Film Alarmstufe: Rot
- Eine Szene im Film Hudson Hawk – Der Meisterdieb
- Eine Szene im Film König der Fischer
- Eine Striptease-Szene in Brigada
- T-Mobile Werbespot
- Neuf Cegetel Werbespot (Frankreich, 2006)
- Three Kings
- Turkcell Werbespot (Türkei, 2007)
- Erkennungsmelodie des PDC-Dart-Profis Phil „The Power“ Taylor, wird bei seinen Entrances bei Turnierauftritten gespielt
- Premiere (seit 9. Juli 2009 Sky Deutschland) Werbespot.
- Melodie in einem Actimel Werbespot
- Check24 Werbespot (2014)

## Agathe-Bauer-Songs
Seit einigen Jahren gibt es die sogenannten „Agathe-Bauer-Songs“, die auf The Power zurückgehen. Angeblich rief eine Zuhörerin von RTL Radio beim Sender an und wünschte sich den „Agathe-Bauer-Song“, da sie fälschlicherweise „Agathe Bauer“ statt „I’ve got the power“ verstanden habe. Daraufhin startete RTL Radio die regelmäßig gesendete Rubrik „Agathe-Bauer-Songs“, in der Zuhörer anrufen und ihre Songverhörer präsentieren können.